# ایوانک
ایوانک، روستایی از توابع بخش مرکزی شهرستان ابهر در استان زنجان ایران است.

## جمعیت
این روستا در دهستان دولت‌آباد قرار دارد و براساس سرشماری مرکز آمار ایران در سال ۱۳۸۵، جمعیت آن ۴۴۴ نفر (۹۹خانوار) بوده‌است.